# Maníaco de Goiânia
Tiago Henrique Gomes da Rocha também chamado de Maníaco de Goiânia(Goiânia, 4 de fevereiro de 1988) é um assassino em série brasileiro que, ao ser preso, confessou ter assassinado 39 pessoas, a maioria mulheres, entre os anos de 2011 e 2014, na cidade de Goiânia, Goiás.
Das mulheres, duas seriam garotas de programa. Entre os homens, alguns seriam moradores de rua e  homossexuais. A partir do final de 2013 passou a matar apenas mulheres, a maioria jovens, escolhidas aleatoriamente e pilotando uma motocicleta. Tiago também praticou alguns assaltos, entre eles a uma lotérica.
Posteriormente, durante os depoimentos, Tiago reduziu o número de assassinatos para 29. O caso entrou na lista do O Estado de S. Paulo (2014) e da revista Veja (2014) ao lado de outros crimes que "chocaram" o Brasil.

## Infância e adolescência
Tiago nunca conheceu o pai, que abandonou a família. Foi criado pelos avós e pela mãe, que teve um relacionamento com outro homem, raramente visto pelos vizinhos. Na época em que cometeu os crimes, moravam apenas ele e a mãe na casa. Nos depoimentos iniciais, afirmou que na infância havia sido abusado sexualmente por um vizinho e que teria sofrido bullying na escola e desilusões amorosas. Estes fatos, segundo disse, teriam provocado nele um acentuado sentimento de raiva.

## Convívio social e familiar
Com um comportamento tímido, não despertava qualquer suspeita entre as pessoas que conviviam com ele, nem mesmo entre seus familiares e a própria namorada. Tiago morava com sua mãe. Um outro irmão mais novo, casado, não morava com eles.
Seu último emprego foi como vigilante em um hospital materno infantil, em regime de plantão. Tinha um relacionamento normal no trabalho, segundo seus colegas. Havia sido contratado dois meses antes de ser preso e estava ainda em fase de experiência na empresa, tendo passado por todo o processo necessário para a contratação.

## Investigações
No curso das investigações, a Polícia Civil de Goiás obteve várias imagens de Tiago captadas por câmeras de segurança instantes depois e próximas aos locais dos crimes. Em algumas delas, ele aparece empunhando uma arma, em assaltos a pontos comerciais. A polícia procurava por um homem alto (aproximadamente 1,87m de altura), branco, com porte atlético que dirigia (de forma curvada, ocasionada pela altura avantajada) uma moto preta e capacete também preto.

## Prisão
No dia 2 de agosto de 2014, minutos após o assassinato da adolescente Ana Lídia Gomes, de 14 anos em um ponto de ônibus do Setor Morada Nova, em Goiânia, a motocicleta que Tiago pilotava foi fotografada ao passar acima da velocidade permitida em um radar no Bairro São Francisco que fica nas proximidades. Como a placa do veículo era roubada, não foi um fato conclusivo para se chegar ao autor.
Em 4 de agosto, foi implantada uma força-tarefa pela polícia civil, da qual participaram dezesseis delegados, trinta investigadores e dez escrivães. As pistas investigadas, incluindo o registro fotográfico do radar, possibilitaram que a polícia chegasse até o autor dos crimes. Nas investigações, os policiais encontraram o registro da autuação entre cerca de 50 mil multas analisadas. Uma pista que também ajudou nas investigações foi a denúncia contra Tiago em 2013, por furtar uma placa de motocicleta no estacionamento de um supermercado, ação que foi registrada por uma câmera de segurança do estabelecimento. Além disso, ele já havia sido preso em flagrante e depois solto, também em 2013, por estar utilizando uma motocicleta com placa roubada. Estas pistas, entre outras, como os registros de câmeras de segurança em alguns assaltos que praticou, possibilitaram a emissão de um mandado de prisão para um homem branco e demais características físicas a que os investigadores haviam chegado e também as características da motocicleta e da placa adulterada. A prisão ocorreu no dia 14 de outubro de 2014 e Tiago foi encaminhado à Delegacia Estadual de Investigação de Homicídios (DIH) de Goiânia, onde foi interrogado e confessou os crimes. Em sua casa foram encontrados vários objetos reconhecidos como tendo sido utilizados nos crimes, incluindo um revólver, que confessou ter roubado da empresa de segurança em que trabalhava.
Uma semana depois da prisão, a polícia já tinha comprovado através de exames periciais, que pelo menos oito das vítimas tinham sido atingidas por projéteis disparados pela arma apreendida na casa de Tiago. O assassinato de um comerciante teria sido encomendado pela ex-mulher deste, por um pagamento de R$ 1 000,00, segundo seu depoimento.

## Depoimentos iniciais e confissões
Tiago foi interrogado por oito delegados e durante os depoimentos, descreveu suas vítimas somente por números, "vítima número 1", "número 2", até chegar ao 39º assassinato. Dois dias depois de ser preso, tentou se matar, cortando os pulsos com o vidro de uma lâmpada quebrada, tendo sido socorrido, e os ferimentos considerados de pouca gravidade.
Em 22 de outubro, foi transferido para o Complexo Prisional de Aparecida de Goiânia. Inicialmente foi instaurado um processo contra o réu por "posse ou porte ilegal de arma de fogo de uso restrito", crime para o qual é prevista prisão em flagrante.
Em novo depoimento, depois de sua transferência para o Complexo Prisional de Aparecida de Goiânia, Tiago confessou ter matado 29 pessoas e não 39, que havia confessado nos depoimentos anteriores.

## Avaliação psicológica
Em outubro de 2014, pouco antes de ser transferido para a penitenciária de Aparecida de Goiânia, Tiago passou por uma avaliação psicológica informal, que não fez parte do processo, que o definiu como tendo o perfil de um assassino em série, com um comportamento diferente dos psicopatas comuns.
No início de fevereiro de 2015, Tiago foi avaliado por dois psiquiatras da Junta Médica do Tribunal de Justiça do Estado de Goiás, por um pedido formal dos juízes que presidem o processo. Nesta avaliação oficial, cujo laudo foi divulgado três semanas depois, Tiago foi diagnosticado como psicopata, mas considerado imputável (que é responsável legalmente e pode ser julgado pelos atos praticados).

## Assassinatos em série
Nos depoimentos iniciais, Tiago declarou que sua primeira vítima foi um rapaz de 16 anos, Diego Martin Mendes, em 2011. As duas próximas vítimas também foram homens, descritos por Tiago como homossexuais. Em seguida passou a matar prostitutas e moradores de rua. Tinha um padrão para estas primeiras execuções: prostitutas eram esfaqueadas, moradores de rua eram mortos a tiros e homossexuais eram estrangulados.
Em dezembro de 2012 matou mais um morador de rua e um outro em fevereiro de 2013. Em dezembro de 2013, assassinou uma jovem de 15 anos. A partir de então começou uma série de ataques apenas contra mulheres, a maioria jovens. Foram quinze mulheres assassinadas entre janeiro e agosto de 2014, todas mortas a tiros e sempre pilotando uma motocicleta, em que colocava placas roubadas.
Em 18 de janeiro, Tiago atirou em Bárbara Costa, de 14 anos de idade. No dia seguinte, foi a vez de Beatriz Moura, de 23 anos. Em 3 de fevereiro, matou Lilian Mesquita, de 28 anos. Em 14 de março foi Ana Maria, de 26 anos e em 23 de abril Wanessa Felipe, de 22 anos. Em maio e junho, matou mais sete mulheres, chegando a cometer dois assassinatos no dia 8 de maio e três no dia 15 de junho. Em julho, foram mais duas mortes e em 2 de agosto, supostamente o último assassinato, de Ana Lídia Gomes, de 14 anos.
Nos depoimentos seguintes, Tiago reduziu o número de assassinatos de 39 para 29, contudo as investigações continuaram em pelo menos 38 dos 39 confessados inicialmente.

## Processos e condenações
Até março de 2016, havia 42 processos contra Tiago, sendo 35 por homicídio.
Em abril de 2015, Tiago foi condenado a doze anos e quatro meses de prisão em regime fechado (cabendo recurso da decisão) por dois assaltos a uma mesma agência lotérica, em setembro e outubro de 2014.
Em fevereiro de 2016, o réu foi a júri popular no 1º Tribunal do Júri de Goiânia, sendo condenado a vinte anos de prisão pelo assassinato da estudante Ana Karla Lemes da Silva, em dezembro de 2013.
Em março de 2016, o réu foi a júri popular no 1º Tribunal do Júri de Goiânia por três vezes, pelo assassinato das estudantes Juliana Neubia Dias, em julho de 2014,Ana Rita de Lima, em dezembro de 2013, e Arlete dos Anjos Carvalho, em janeiro de 2014, sendo condenado nas três ocasiões e recebido em cada uma delas uma pena de 20 anos de reclusão.
Queria apenas falar que não sou nada disso que foi mostrado [nos vídeos]. E só isso que tenho a dizer.— Tiago da Rocha, durante seu sexto julgamento por homicídio.
Em abril de 2016, Tiago foi levado a julgamento mais duas vezes, desta vez pelo assassinato da estudante Carla Barbosa de Araújo, sendo condenado a pena de 22 anos de reclusão, e da adolescente Bárbara Luíza Ribeiro Costa, de 14 anos de idade,  condenado a 25 anos de reclusão.